# Physalis minuta
Physalis minuta là loài thực vật có hoa trong họ Cà. Loài này được Griggs miêu tả khoa học đầu tiên năm 1903.